# Ermete Pierotti

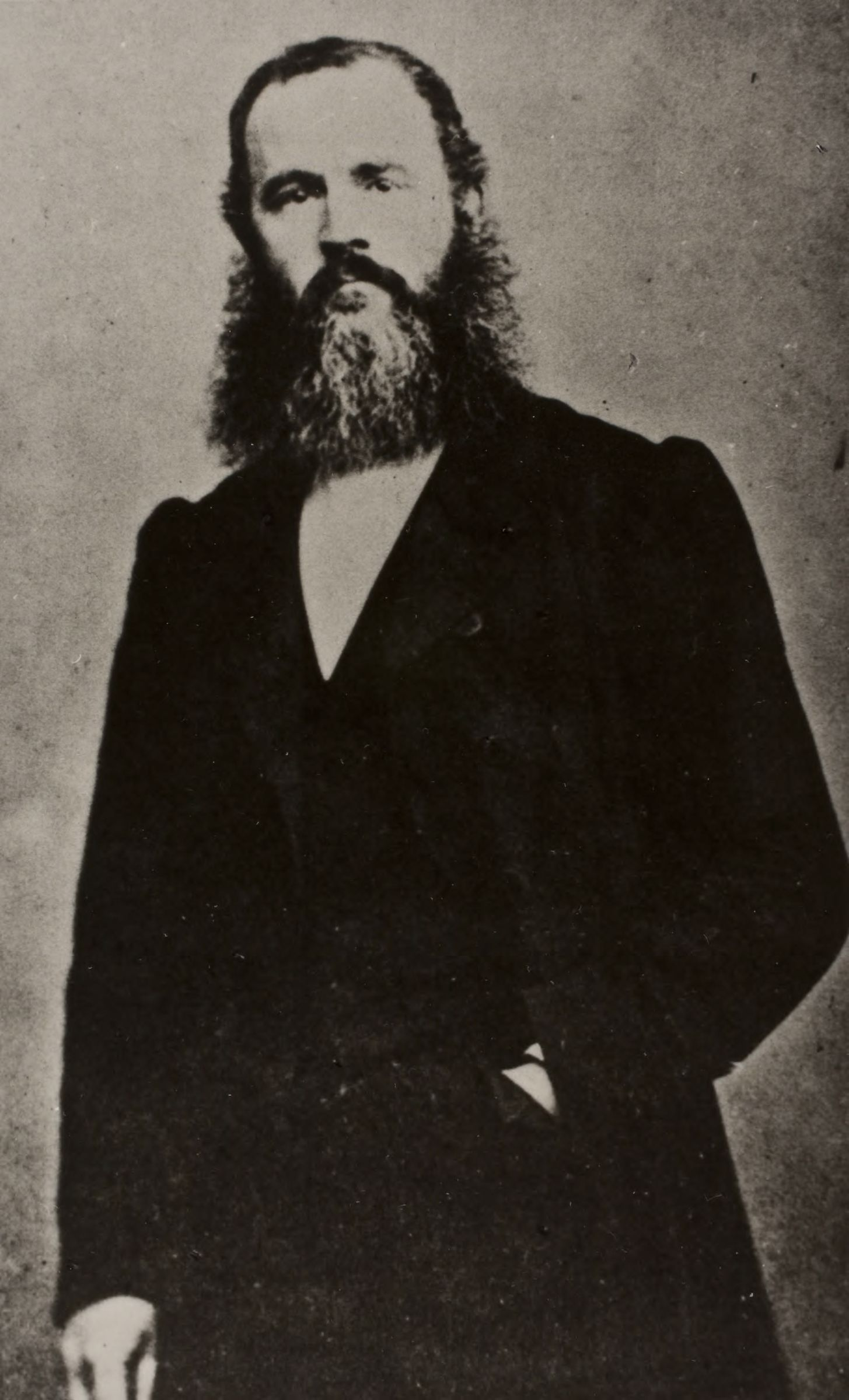
Ermete Pierotti

Ermete Pierotti (* 10. Juli 1820 in Pieve Fosciana, Provinz Lucca in der Toskana, Italien; † 1880 oder 1888) war ein italienischer Ingenieur, Architekt und Mathematiker.

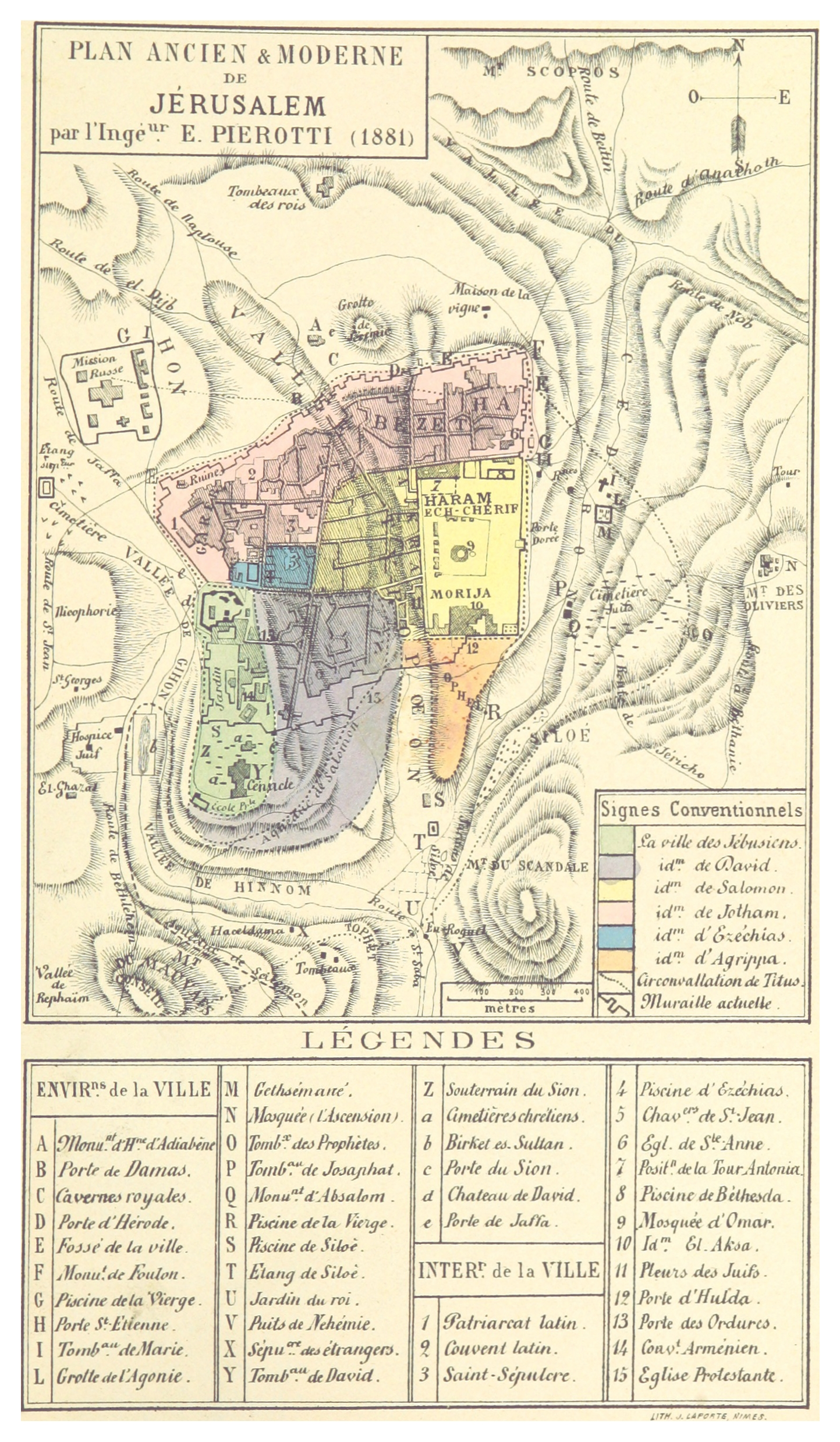
Jerusalemkarte von Pierotti, 1881

## Leben
Pierotti war das älteste von neun Kindern.
Seine Familie geht bis auf das 16. Jahrhundert zurück.
Sie besaß im Ortsteil Pontardeto ⊙ der Gemeinde Pieve Fosciana ein Haus und eine Kapelle in der die Familienmitglieder begraben wurden.
Im 19. Jahrhundert baute die Familie im Zentrum von Pieve Fosciana am Piazza Roma den Palazzo Pierotti ⊙.
Dieser dient bis heute (2020) als Rathaus der Gemeinde.

“Edificio costruito i primi del sec. XIX dalla famiglia Pierotti é sede del Comune dal 1877”

„Gebäude im frühen 19. Jahrhundert von der Familie Pierotti erbaut, seit 1877 Sitz der Gemeinde“

Pierotti arbeitete als Militäringenieur in Genua und diente als Hauptmann der 4. Kompanie im Ingenieurkorps des sardischen Königreiches (italienisch: Capitano nelle quarta Compagnie del Corpo reale del Genio Militare).
1849 wurde er wegen Fahnenflucht und Diebstahl von 3596 Lire verklagt und musste die Armee verlassen.
Pierotti war am 19. Juli 1849 ohne Erlaubnis nach Sarzana gefahren.
Seine Abwesenheit wurde am 20. Juli 1849 bemerkt.
Außerdem zeigte sich, dass in der Truppenkasse, die Pierotti verwaltete, 3596 Lire fehlten.
Am 10. August 1849 wurde Pierotti in Sarzana festgenommen.
Er wurde nach Genua gebracht und dort im Palazzo Ducale ⊙ eingesperrt.
Von dort gelang ihm am 10. September 1849 die Flucht.
Am 15. Oktober 1849 wurde er vom Militärgericht Genua in Abwesenheit verurteilt.
Nach diesen Ereignissen ging Pierotti für 15 Jahre in die Levante, nach Jerusalem und nach Ägypten.
Seinen Lebensunterhalt verdiente er sich als Ingenieur.
Von Ende 1849 bis Anfang 1850 war Pierotti in Konstantinopel und Troja, wo er antike Monumente untersuchte.
Im weiteren Jahr 1850 besichtigte er Athen, Sparta, Korinth, Akrokorinth, Mantineia, Eleusis, Megara, Mykene, Messina, Argos, Marathon, Chaironeia, Paros und Ägina.
Ende 1850 bis Anfang 1851 besuchte er die Ionischen Inseln.
Von 1851 bis 1854 arbeitete Pierotti an verschiedenen Gebäuden in Ägypten.
Während er Fundamente für eine griechische Kirche in Alexandria legte, entdeckte er die Grundmauern der Bibliothek von Alexandria ⊙.
In Ägypten traf Pierotti 1853 den Entdecker Giovanni Miani (1810–1872), der das Risorgimento unterstützt hatte und sich deshalb auf der Flucht vor den Österreichern befand.
Zunächst unterstützte Pierotti ihn finanziell.
Dann bekamen die beiden jedoch Streit und Pierotti weigerte sich, Miani weiterhin Geld zu geben.
Miani rächte sich, indem er in Genua die Dokumente über Pierottis Verurteilung aufspürte und diese über die Presse verbreitete.
Damit schadete Miani Pierottis Ansehen schwer.
In der Folge wurden diese Dokumente von verschiedenen Leuten immer wieder gegen Pierotti eingesetzt.
So geriet Pierotti Ende der 1850er bis Anfang der 1860er Jahre in Streit mit James Fergusson und George Grove.
Dabei benutzte Grove anstelle von sachlichen Argumenten diese Dokumente über Pierottis Verurteilung zu dessen Diskreditierung.
Ab 1854 arbeitete Pierotti in Jerusalem als Berater für die Franziskaner.
In dieser Funktion war er an der Restaurierung der Annakirche ⊙ beteiligt.
1856 half er dem türkischen Ingenieur Assad Effendi das Hauptaquädukt der Stadt, den Qanat as-Sabil, zu restaurieren.
Im Zuge dieser Arbeiten gelangte er auf den Tempelberg ⊙, wo es Kanäle und Zisternen gab, die zum Qanat as-Sabil gehörten.
In den Jahren 1858 und 1859 herrschte eine besondere Dürre, die die Arbeiten an den Aquädukten intensivierte.
Pierotti beteiligte sich außerdem an verschiedenen Restaurierungen und Bauaufgaben auf dem Tempelberg und in der Stadt Jerusalem.
Er war am Bau des Österreichischen Hospiz zur Heiligen Familie ⊙ und am Bau des Alexanderhofes ⊙ beteiligt.
Außerdem entwarf er die Straße von Jaffa nach Jerusalem.
Diese Straße wurde 1868 fertiggestellt.
Sie war für Fuhrwerke befahrbar.
Schließlich wurde Pierotti 1858 von Suraya Pascha, dem osmanischen Gouverneur von Jerusalem, zum Chefingenieur Jerusalems ernannt.
Dadurch bekam er als einer der ganz wenigen Europäer Zutritt zu vielen Orten, zu denen sonst nur Muslime Zutritt hatten.
Während seiner Jerusalemer Zeit traf Pierotti auf viele bekannte Archäologen und Historiker, darunter Ernest Renan.
Er diente ihnen als Dolmetscher und Führer durch die verschiedenen Stätten Jerusalems und zeigte ihnen seine Skizzen, Zeichnungen und Fotografien.
Die französischen Archäologen regten Pierotti an nach Paris zu kommen und dort sein Material zu veröffentlichen.
Dieser Anregung folgend begab sich Pierotti im August 1861 nach Paris.
Zum Abschluss seiner Arbeiten veröffentlichte Pierotti 1864 sein Hauptwerk Jerusalem explored.
In diesem Buch legte er die Erkenntnisse, die er während seiner Arbeiten gewonnen hatte nieder.
Das Buch enthält viele Fotografien, Zeichnungen und Karten.
Der englische Forscher Charles Warren, der zur selben Zeit archäologische Ausgrabungen in Jerusalem am Tempelberg machte, lobte die von Pierotti gezeichneten Karten als einzigartig.
Pierotti war befreundet mit Thomas George Bonney.
Dieser übersetzte Pierottis Werke Jerusalem explored und Customs and traditions of Palestine, illustrating the manners of the ancient Hebrews ins Englische und half bei deren Veröffentlichung.
Bonney stand Pierotti bei, als dieser sich schwer krank 1864 in London ⊙ aufhielt.
Pierottis Karten zeigten neue, noch unbekannte und unerforschte Kanäle im Untergrund des Tempelberges.
Mit den modernen Methoden der Archäologie konnten diese Kanäle ebenfalls nachgewiesen werden.
1864 ging Pierotti, entnervt durch die ständigen Angriffe auf seinen Ruf, zurück nach Genua, wo er sich freiwillig dem Militärgericht stellte.
Pierotti wurde in die Zitadelle von Turin ⊙ gebracht und sein Verfahren wurde am Militärgericht Turin wiedereröffnet.
Ende 1864 wurde er zu einem Jahr Haft, Ausschluss aus der Armee und Übernahme der Prozesskosten verurteilt.
Da sein Buch La Palestine actuelle am 10. Juni 1865 erschien und als seine Adresse die Rue des Deux Boules Nr. 11 ⊙, Paris, angibt, ist es zweifelhaft, dass er seine Gefängnisstrafe absitzen musste.
Im Februar 1866 traf Pierotti Viktor Emanuel II., 1849 bis 1861 König von Sardinien-Piemont.
Ihm widmete er seine im August 1866 erschienene Rivista generale della Palestina antica e moderna .
1869 gab Pierotti in seiner Veröffentlichung Une caravane pour la Syrie, la Phénicie et la Palestine partant de Marseille en février 1870 als seine Adresse Pension Bon-Port sous Montreux ⊙ an.
Ab 1870 lebte Pierotti in Paris, Rue de Beaune 35 ⊙.
Dort beobachtete er die Belagerung von Paris durch die deutsche Armee.
In dieser Zeit entstanden Pierottis Publikationen Paris, ses environs et ses fortifications, Carte de Paris, ses environs et ses fortifications, Décrets et rapports officiels de la Commune de Paris et du gouvernement français du 18 mars au 31 mars 1871, Dictionnaire historique des environs de Paris du docteur Ermete Pierotti.
Letzteres informiert über die verschiedenen Ortschaften in der Umgebung von Paris.
1875 gab Pierotti die Zeitschrift Courrier de la Palestine heraus, die aber bereits nach fünf Ausgaben wieder eingestellt wurde.
1876 versuchte Pierotti über eine Annonce in der Times Spenden für den Bau eines Hafens in Jaffa und den Bau einer Eisenbahnlinie Jaffa-Jerusalem zu sammeln.
Er wendete sich mit diesem Anliegen besonders an Katholiken, hatte aber keinen Erfolg.
Auch in Spanien gab es im selben Jahr dazu eine ähnliche Initiative.
Im Dezember 1876 hielt Pierotti vor Katholiken Vorträge in Arras über das Heilige Land.
Dabei warb er abermals für seine Lieblingsidee von preiswerten Pilgerreisen dorthin.
In diese Ideen ordnete sich sein Bestreben ein, Gelder für den Ausbau des Hafens von Jaffa ⊙ und die Eisenbahnlinie Jaffa-Jerusalem zu sammeln.
Der Hafen von Jaffa war zu dieser Zeit das Hauptzugangstor zum Heiligen Land für christliche Pilger, die sich von dort nach Jerusalem begaben.
Außerdem wollte er im Heiligen Land landwirtschaftliche und industrielle Kolonien gründen.
Allgemein wird 1880 als Sterbejahr von Pierotti angenommen.
Allerdings erschien 1888 ein von ihm handgezeichneter Atlas Atlas de la Palestine, par le Chevalier  Docteur Ermete Pierotti, architecte-ingénieur.
Daraus kann man annehmen, dass Pierotti zu diesem Zeitpunkt noch am Leben war.
Pierotti war ein liberaler Katholik.
Er schrieb das Buch Il Potere Temporale al cospetto del tribunale della Verità (deutsch: Die weltliche Macht des Heiligen Stuhls vor dem Tribunal der Wahrheit) in dem er sich kritisch mit der weltlichen Macht der Päpste und deren Verhältnis zum Evangelium auseinandersetzte.

## Werke
- Jerusalem Explored. A Description of the Ancient and Modern City., übersetzt von Thomas George Bonney, LONDON: BELL AND DALDY, FLEET STREET. CAMBRIDGE: DEIGHTON, BELL, AND CO. 1864
  - Band 1, Text online, Download nur mit nicht-deutscher IP möglich
  - Band 2, Abbildungen online, Download nur mit nicht-deutscher IP möglich
- Customs and traditions of Palestine, illustrating the manners of the ancient Hebrews, übersetzt von Thomas George Bonney, Cambridge, 1864, OCLC-Nummer: 1664144
- La Palestine actuelle, dans ses rapports avec la Palestine ancienne, Paris, J. Rothschild, 1865, OCLC-Nummer: 717884
- Il Potere Temporale al cospetto del tribunale della Verità, 1866
- Rivista generale della Palestina antica e moderna, Firenze, Genova, fratelli Pellas, 1866, OCLC-Nummer: 793586343
- Les Réchabites retrouvés, Lausanne: Imp. Howard et Delisle, 1868, OCLC-Nummer: 715626868
- Notes sur le Cantique des cantiques, Lausanne : Howard et Delisle, 1869 printing, OCLC-Nummer: 867625157
- Topographie ancienne et moderne de Jérusalem, Lausanne: Howard & Delisle, 1869, OCLC-Nummer: 77392725
- Macpéla, ou tombeau des patriarches à Hébron visité, Lausanne, Impr. Howard et Delisle, 1869, OCLC-Nummer: 26480123
- Moeurs anciennes des Juifs comparées aved celles des Arabes musulmans de la Palestine, Vevey : Imprimerie et Librairie Loertscher & Fils, 1869, OCLC-Nummer: 793602923
- Notions sur quelques animaux domestiques et sauvages de la Palestine ancienne et moderne, Lausanne : Impr. Howard et Delisle, 1869, OCLC-Nummer: 718543946
- Le Mont Morija depuis Abraham jusqu'à nos jours, Lausanne: Howard et Delisle, 1870, OCLC-Nummer: 715626863
- Une caravane pour la Syrie, la Phénicie et la Palestine partant de Marseille le 28 Février 1870,  Lausanne: Howard & Delisle, 1869, OCLC-Nummer: 238784741
- Décrets et rapports officiels de la Commune de Paris et du gouvernement français à Versailles du 18 mars au 31 mai 1871, Paris, 1871, OCLC-Nummer: 896212472
- Rapports militaires officiels du siége de Paris de 1870–1871 suivis du Dictionnaire historique de la carte des environs et fortifications de Paris, Paris, Chez l'auteur, 1871, OCLC-Nummer: 795778155
- Le Cantique des Cantiques illustre et commente sur le sol même de la Palestine par Le Dr. Ermete Pierotti, en vente chez l'auteur, 60 Rue Richelieu et a la librairie J. Cherbuliez, 33 Rue de Seine, Paris, 1871 (a vente chez l'auteur, 33, Rue de Beaune, Paris)
- Costumes de la Palestine, Paris, 1871, OCLC-Nummer: 26616384
- Dictionnaire historique des environs de Paris du docteur Ermete Pierotti, 1871
- Versailles et les Trianons, par le Dr Ermete Pierotti, Renseignements sur le procès du maréchal Bazaine: Terrain des opérations de l'armée de Metz pour suivre le compte-rendu du procès du maréchal Bazaine, 1873
- Courrier de la Palestine, 1875
- La Bible et la Palestine au XIXme siecle, Nimes : Roger & LaPorte, 1882, OCLC-Nummer: 49858492
- Atlas de la Palestine, par le Chevalier  Docteur Ermete Pierotti, architecte-ingénieur, 1888